# Kartky
Kartky, właśc. Jakub Jankowski (ur. 1 listopada 1989 w Radomsku) – polski raper, wychowany w Bytomiu. Od października 2015 był członkiem wytwórni QueQuality, należącej do rapera Quebonafide. W 2019 roku założył swoją wytwórnię OU7SIDE.

## Kariera
W 2009 roku wypuścił album Odkryj pasję, która tętni w bruku, która została objęta patronatem portalu hip-hop.pl.
Kolejną płytę opublikował dopiero w 2014 roku – był to mixtape Preseason Highlights.
Następnie w 2015 roku ukazały się kolejno krążki Shadowplay (wraz z bonusowym minialbumem Black Magic EP) i Fuego Infinito, który był pierwszą „legalną” płytą w dorobku artysty (wydaną z ramienia QueQuality).
Owocem współpracy z Emesem Milliganem z kolei, stał się krążek Nowe Kino, który dotarł na 24. miejsce listy OLiS.
20 kwietnia 2018 roku Kartky wydał album Blackout, który dostał się na 8. miejsce ww. listy.
14 grudnia tego samego roku, miała miejsce premiera jego siódmej produkcji, Black Magiic. W ramach promocji wydawnictwa, zrealizowano teledyski do pięciu utworów. Przyniosło ono raperowi pierwsze wyróżnienie w postaci złotej płyty za sprzedanie 15 tysięcy egzemplarzy, przyznanej 7 sierpnia 2019 roku.
Po pięciu miesiącach, na kanale QueQuality, opublikowano teledysk Kartky’ego do utworu „się skończył”, zapowiadający jego kolejny album Dom na skraju niczego. Krążek miał swoją premierę 2 sierpnia 2019 roku. 11 grudnia tego samego roku, album pokrył się złotem.
24 grudnia 2019 roku, na kanale labelu Kuby OU7SIDE, opublikowano siedem utworów z nowej EP-ki rapera pt. Zakazane piosenki. W późniejszym czasie, na kanale pojawiły się teledyski do kolejnych kompozycji: „Skellige” oraz „Obliviate”. 21 lutego 2020 miała miejsce sklepowa premiera albumu. Wydawnictwo wzbiło się na 2. miejsce notowania OLiS.
28 marca 2020 roku opublikował utwór „Plastikowe kwiaty” z wokalnym udziałem Gibbsa, zapowiadający jego kolejny album. Z kolei 31 maja ujawnił, że będzie to długogrający album pt. Outside of Society oraz zaprezentował trzy klipy do kolejnych utworów z płyty. Premiera LP, razem z dodatkową EP-ką Ballady i romanse, miała miejsce 28 sierpnia 2020 roku.
5 stycznia 2021 roku wydał singel „Krzyk” wraz z udziałem ruskiefajki zapowiadający album pt. Kraina lodu. 3 marca zaprezentował utwór „0 II (słowa na wiatr)” i potwierdził wydanie nowego albumu w drugim kwartale 2021 roku. Album został ostatecznie wydany 17 sierpnia 2021 roku wraz z minialbumem Necronomicon. 24 listopada krążek ten zyskał status złotej płyty.
26 grudnia raper wydał singel „Nikt”, który zapowiedział jego nowy album – Księgę jesiennych demonów. Premiera krążka miała miejsce 11 lutego 2022, wydanie osiągnęło 1. miejsce notowania OLiS.
4 lipca 2022 na kanale OU7SIDE pojawił się singel „Chmury”.
25 grudnia 2023 ukazał się album studyjny, pt. Depresja. Album zajął 1. miejsce na liście OLiS w 3 tygodniu stycznia. Na albumie gościnnie pojawili się współpracownicy Kartky’ego z wytwórni Ou7side: Karol Krupiak, EmKaTus oraz Morfina. Album zapowiadały single „W piekle”, „Kwiaty zła”, „Duch”, tytułowy utwór „Depresja” oraz „Pora mgieł”.

## Dyskografia

### Albumy studyjne
| Rok  | Album                                                                              | Pozycja na liście | Sprzedaż       | Certyfikat          |
| Rok  | Album                                                                              | POL               | Sprzedaż       | Certyfikat          |
| ---- | ---------------------------------------------------------------------------------- | ----------------- | -------------- | ------------------- |
| 2009 | Odkryj pasję, która tętni w bruku - Data: 20 lipca 2009 - Wydawca: brak (nielegal) | –                 |                |                     |
| 2015 | Shadowplay - Data: 30 sierpnia 2015 - Wydawca: QueQuality                          | 48                |                |                     |
| 2015 | Fuego Infinito - Data: 11 grudnia 2015 - Wydawca: QueQuality                       | 49                |                |                     |
| 2016 | Nowe kino (oraz Emes Milligan) - Data: 2 grudnia 2016 - Wydawca: QueQuality        | 12                |                |                     |
| 2018 | Blackout - Data: 20 kwietnia 2018 - Wydawca: QueQuality                            | 8                 |                |                     |
| 2018 | Black Magiic - Data: 14 grudnia 2018 - Wydawca: QueQuality                         | 9                 | - POL: 15 000+ | - ZPAV: złota płyta |
| 2019 | Dom na skraju niczego - Data: 2 sierpnia 2019 - Wydawca: QueQuality                | 1                 | - POL: 15 000+ | - ZPAV: złota płyta |
| 2020 | Outside of Society - Data: 28 sierpnia 2020 - Wydawca: OU7SIDE                     | 2                 |                |                     |
| 2021 | Kraina lodu - Data: 17 sierpnia 2021 - Wydawca: OU7SIDE                            | 1                 | - POL: 15 000+ | - ZPAV: złota płyta |
| 2022 | Księga jesiennych demonów - Data: 11 lutego 2022 - Wydawca: OU7SIDE                | 1                 |                |                     |
| 2023 | Depresja - Data: 25 grudnia 2023 - Wydawca: OU7SIDE                                | 1                 |                |                     |
| 2025 | Muzyka końca świata - Data: 17 stycznia 2025 - Wydawca: OU7SIDE                    | 1                 |                |                     |

### Minialbumy
| Rok                        | Album                                                         | Pozycja na liście |
| Rok                        | Album                                                         | POL               |
| -------------------------- | ------------------------------------------------------------- | ----------------- |
| 2015                       | Black Magic EP - Data: 30 sierpnia 2015 - Wydawca: QueQuality | –                 |
| 2020                       | Zakazane piosenki - Data: 21 lutego 2020 - Wydawca: OU7SIDE   | 2                 |
| 2020                       | Ballady i romanse - Data: 28 sierpnia 2020 - Wydawca: OU7SIDE | –                 |
| 2021                       | Necronomicon - Data: 20 sierpnia 2021 - Wydawca: OU7SIDE      | –                 |
| „–” album nie był notowany |                                                               |                   |

### Mixtape’y
| Rok  | Album                                                                               |
| ---- | ----------------------------------------------------------------------------------- |
| 2014 | Preseason Highlights - Data: 23 października 2014 - Wydawca: 3/4 Underground Studio |

### Single
- Jako główny artysta

| Rok  | Tytuł                                          | Certyfikat                 | Album                     |
| ---- | ---------------------------------------------- | -------------------------- | ------------------------- |
| 2015 | „Serendipity”                                  |                            | Fuego Infinito            |
| 2015 | „Fuego Infinito”                               |                            | Fuego Infinito            |
| 2016 | „Smoke”                                        |                            | Fuego Infinito            |
| 2018 | „Blackout”                                     | - ZPAV: złota płyta        | Blackout                  |
| 2018 | „Rewind”                                       |                            | Blackout                  |
| 2018 | „niemanieba”                                   | - ZPAV: platynowa płyta    | Blackout                  |
| 2018 | „Silent Hill”                                  |                            | Blackout                  |
| 2018 | „Laura Palmer”                                 | - ZPAV: złota płyta        | Blackout                  |
| 2018 | „Outside”                                      | - ZPAV: 4× platynowa płyta | BLACKMAGIIC               |
| 2018 | „FML”                                          |                            | BLACKMAGIIC               |
| 2018 | „Nagano 98”                                    | - ZPAV: platynowa płyta    | BLACKMAGIIC               |
| 2018 | „Karuzela”                                     | - ZPAV: złota płyta        | BLACKMAGIIC               |
| 2018 | „Dziewczyna szamana”                           | - ZPAV: platynowa płyta    | BLACKMAGIIC               |
| 2019 | „Amnesia Haze”                                 |                            | BLACKMAGIIC               |
| 2019 | „Ballada Desidenta” (gościnnie: Emes Milligan) | - ZPAV: złota płyta        | BLACKMAGIIC               |
| 2019 | „się skończył”                                 |                            | dom na skraju niczego     |
| 2019 | „yennefer”                                     |                            | dom na skraju niczego     |
| 2019 | „koszmar minionego lata”                       | - ZPAV: 4× platynowa płyta | dom na skraju niczego     |
| 2019 | „westworld”                                    |                            | dom na skraju niczego     |
| 2019 | „detroit” (gościnnie: Tymek, DJ Hazel)         | - ZPAV: platynowa płyta    | dom na skraju niczego     |
| 2019 | „bruxa”                                        |                            | Zakazane piosenki         |
| 2019 | „ciri”                                         | - ZPAV: złota płyta        | Zakazane piosenki         |
| 2019 | „czarna noc” (gościnnie: karian)               |                            | Zakazane piosenki         |
| 2020 | „plastikowe kwiaty” (gościnnie: Gibbs)         | - ZPAV: złota płyta        | Outside of Society        |
| 2020 | „harlequin vertigo”                            |                            | Outside of Society        |
| 2020 | „ostatni track” (gościnnie: Oliver Olson)      |                            | Outside of Society        |
| 2020 | „CTRL Z (minnesota)”                           | - ZPAV: złota płyta        | Outside of Society        |
| 2020 | „chłopcy z placu broni”                        |                            | Outside of Society        |
| 2020 | „hialuron”                                     |                            | Outside of Society        |
| 2020 | „mrok”                                         |                            | Outside of Society        |
| 2020 | „budzę się spać”                               |                            | Outside of Society        |
| 2020 | „bajki robotów” (gościnnie: Przyłu)            |                            | Outside of Society        |
| 2021 | „krzyk” (gościnnie: Ruskiefajki)               | - ZPAV: złota płyta        | kraina lodu               |
| 2021 | „0 II (słowa na wiatr)”                        |                            | kraina lodu               |
| 2021 | „miłość bez ść”                                | - ZPAV: platynowa płyta    | kraina lodu               |
| 2021 | „sprandi”                                      |                            | kraina lodu               |
| 2021 | „sen nocy letniej” (gościnnie: Czarli)         |                            | kraina lodu               |
| 2021 | „BLACK SKY”                                    |                            | kraina lodu               |
| 2021 | „nie, bo piękna” (gościnnie: Karol Krupiak)    | - ZPAV: 2× platynowa płyta | kraina lodu               |
| 2021 | „list do K.”                                   |                            | kraina lodu               |
| 2021 | „lugia”                                        |                            | kraina lodu               |
| 2021 | „вне общества”                                 |                            | kraina lodu               |
| 2021 | „NIKT”                                         |                            | Księga jesiennych demonów |
| 2022 | „2007" (gościnnie: Karol Krupiak)              |                            | Księga jesiennych demonów |
| 2022 | „siedem smutnych lat”                          |                            | Księga jesiennych demonów |
| 2022 | „czarny punkt”                                 |                            | Księga jesiennych demonów |
| 2022 | „jesienne demony”                              |                            | Księga jesiennych demonów |
| 2022 | „strach”                                       |                            | Księga jesiennych demonów |
| 2022 | „chmury”                                       |                            | Muzyka końca świata       |
| 2022 | „muzyka końca lata”                            |                            | Muzyka końca świata       |
| 2023 | „kwiaty zła”                                   |                            | Depresja                  |
| 2023 | „duch”                                         |                            | Depresja                  |
| 2023 | „depresja”                                     |                            | Depresja                  |
| 2023 | „pora mgieł”                                   |                            | Depresja                  |
| 2023 | „fantazje i dramaty”                           |                            | Depresja                  |
| 2023 | „Selene”                                       |                            | Depresja                  |
| 2024 | „daleko stąd”                                  |                            | Muzyka końca świata       |
| 2024 | „kształt wody”                                 |                            | Muzyka końca świata       |
| 2024 | „vintage”                                      |                            | Muzyka końca świata       |
| 2024 | „depresja” (acoustic)                          |                            | Muzyka końca świata       |
| 2024 | „Sandman”                                      |                            | Muzyka końca świata       |